# Only Wanna Be with You (Hootie & the Blowfish)
Only Wanna Be with You is de derde single afkomstig van het debuutalbum Cracked Rear View van de Amerikaanse rockband Hootie & the Blowfish uit 1994. De single werd op 15 juli 1995 uitgebracht en is tot op heden het grootste hit succes voor de groep. Dit nummer is een eerbetoon aan Bob Dylan. Het bevat stukken tekst uit verschillende Dylan nummers, zoals uit Tangled Up In Blue. Sommige stukken tekst komen rechtstreeks uit Dylans track Idiot Wind: "They say I shot a man named Gray and took his wife to Italy. She inherited a million bucks and when she died it came to me. I can't help it if I'm lucky". Blijkbaar vond Dylan dat de "tribute" te dicht bij zijn originele werk kwam en klaagde hij de groep aan voor ongeoorloofd gebruik van zijn teksten. Vervolgens zag Dylan af van een verdere rechtsgang nadat hij en de groep een schikking waren overeengekomen.
Oud Miami Dolphins Pro Football Hall of Fame quarterback Dan Marino verscheen in de video van Only Wanna Be with You, samen met een aantal andere sporters. Het idee voor de video kwam van voorman Darius Rucker. Zo zei hij: "Het was een mooie manier om onze helden eens te onrmoeten". Het nummer bereikte in Nederland de 44e plaats in de Single Top 100. Bij de Nederlandse Top 40 kwam het nummer niet verder dan de 9e plaats in de Tipparade.
In 2021 bracht Post Malone een cover van Only Wanna Be with You uit ter gelegenheid van de 25e verjaardag van de Pokémon-franchise. De single behaalde de hitlijsten in een aantal landen. In Nederland kwam het tot een twaalfde plaats in de Tipparade.

## Tracklist
Alle tracks zijn geschreven door Mark Bryan, Dean Felber, Darius Rucker en Jim "Soni" Sonefeld. Bob Dylan schreef gedeeltelijk mee op Only Wanna Be with You.
1. "Only Wanna Be with You" - 3:46
2. "Use Me (Live)" - 5:11
3. "Only Wanna Be with You (Live)" - 4:00

De twee live tracks zijn opgenomen op 13 februari 1995 in Nick's Fat City, Pittsburgh, Pennsylvania, Verenigde Staten

## Hitlijsten en verkoop
| Land                      | Toppositie | Certificatie | Verkoop  |
| ------------------------- | ---------- | ------------ | -------- |
| Australië (ARIA)          | 40         | -            | -        |
| Canada (Music Canada)     | 1 (2wk)    | -            | -        |
| Duitsland (BVMI)          | 65         | -            | -        |
| Nederland (NVPI)          | 44         | -            | -        |
| Nieuw-Zeeland (RMNZ)      | 17         | -            | -        |
| Schotland (OCC)           | 83         | -            | -        |
| Verenigd Koninkrijk (BPI) | 87         | -            | -        |
| Verenigde Staten (RIAA)   | 6          | 1x Goud      | 500.000+ |

## Hitnoteringen

### NederlandseSingle Top 100
| Hitnotering: 18-11-1995 t/m 02-12-1995 | Hitnotering: 18-11-1995 t/m 02-12-1995 | Hitnotering: 18-11-1995 t/m 02-12-1995 | Hitnotering: 18-11-1995 t/m 02-12-1995 | Hitnotering: 18-11-1995 t/m 02-12-1995 |
| Week:                                  | 1                                      | 2                                      | 3                                      |                                        |
| -------------------------------------- | -------------------------------------- | -------------------------------------- | -------------------------------------- | -------------------------------------- |
| Positie:                               | 47                                     | 44                                     | 50                                     | uit                                    |